# Kalliojärvi (sjö i Mellersta Finland)
Kalliojärvi är en sjö i Finland. Den ligger i kommunen Viitasaari i landskapet Mellersta Finland, i den centrala delen av landet, 300 km norr om huvudstaden Helsingfors. Kalliojärvi ligger 121,1 meter över havet. I omgivningarna runt Kalliojärvi växer i huvudsak blandskog. Arean är 15,2 hektar och strandlinjen är 2,63 kilometer lång. Sjön  ingår i Kymmene älvs huvudavrinningsområde.   Sjön  ingår i Kymmene älvs huvudavrinningsområde. 